# Есаян, Карлен Лазарович
Карлен Лазарович Есаян (арм. Կառլեն Եսայան) (21 октября 1933, Улу Гарабей, Нагорно-Карабахская автономная область — 12 июня 2014, Ереван) ― советский и армянский врач, благотворитель, Заслуженный врач Республики Армения (2006).

## Биография
Родился 21 октября 1933 года в селе Мец-Шен, Нагорно-Карабахская автономная область, Азербайджанская ССР, ЗСФСР, СССР.
В 1951–1953 учился на физико-математическом факультете Степанакертского педагогического института. В 1953-1954 годах работал учителем физики и математики в средней школе села Талыш. В 1954-1957 годах служил в Советской Армии. В 1958 году работал в школе села Дрмбон Мартакертского района.
В 1964 году окончил Ереванский государственный медицинский институт, лечебный факультет. С 1962 по 1979 год был членом комитета профсоюза медицинских работников Армении. В 1964-1976 годах работал ответственным секретарем профсоюза.
В 1977-2003 годах работал заместителем главного врача в 8-м Медицинском объединении Еревана, в 2003-2004 годах был заместителем директора Медицинского центра Давида Анахта.
В 2006 году был избран действительным членом Европейской академии естественных наук.
Заслуженный врач Армении Карлен Есаян вместе со своей женой, Сарой Есаян, на протяжении многих лет проводят много благотворительных мероприятий в Армении и НКР.

## Благотворительная деятельность
- Мемориал борцам за свободу и героям, погибшим в Первой карабахской войне (Мец Шен, Мартакертский район)
- Пожертвование в размере 1000 долларов США на каждого ребенка, родившегося в деревне Мец Шен в 2004-2011 годах.
- Статуя Орла-Победоносца по случаю освобождения Мартакерта
- Построен сельский муниципалитет Мец Шен и прилегающий парк
- Построены и оборудованы детский сад, детская площадка и банкетный зал села Мец Шен
- Реконструкция школы с прилегающими игровыми площадками, бассейном, стадионом
- Построена фабрика по производству макаронных в дар общине Мец Шен
- Памятники-пантеоны, посвященные воинам Сасуну Акопяну и Владимиру Балаяну, установлены в районном центре Мартакерта
- На территории памятника армянского алфавита установлены статуи Хачатура Абовяна, Мовсеса Хоренаци, царя Врамшапуха, Месропа Маштоца и Григория Просветителя.
- Во дворе школы имени Андраника Маргаряна установлен его бронзовый бюст
- Здание музея Фритьофа Нансена построено в 2014 году[2]
- Церковь-памятник Сурб Аствацацин, 2014 год
- Памятник Тиграну Великому (Вагаршапат), 2016 год[3]

## Награды и звания
- Золотая медаль Фритьофа Нансена, 2010 год
- Серебряная медаль Пауля Эрлиха, 2007 год
- Заслуженный врач Республики Армения, 2006 год
- Медаль Благодарности, 2010 год (Указом Президента НКР)
- Медаль Союза добровольцев Еркрапа, 2010 год
- Памятная медаль Министерства здравоохранения Армении, 2013 год
- Памятная медаль «Заслуженный врач Еревана», 2013 год